# Gante-Wevelgem 1954
La Gante-Wevelgem 1954 fue la 16.ª edición de la carrera ciclista Gante-Wevelgem y se disputó el 28 de marzo de 1954 sobre una distancia de 235 km.  
El suizo Rolf Graf (Fiorelli) ganó en la prueba al imponerse en la línea de llegada con una pequeña ventaja sobre le pelotón. Su compatriota Ferdinand Kübler y el belga Ernest Sterckx fueron segundo y tercero respectivamente. Graf se convirtió de esta manera, en el primer campeón de la prueba que no era belga. 

## Clasificación final
| Posición | Ciclista         | Equipo             | Tiempo    |
| -------- | ---------------- | ------------------ | --------- |
| 1        | Rolf Graf        | Fiorelli           | 6h 32'00" |
| 2        | Ferdinand Kübler | Fiorelli           | a 10"     |
| 3        | Ernest Sterckx   | Peugeot-Dunlop     | m.t.      |
| 4        | Marcel Ryckaert  | Mercier-Hutchinson | m.t.      |
| 5        | Léon Van Daele   | Bertin             | m.t.      |
| 6        | René Mertens     | Groene Leeuw       | m.t.      |
| 7        | Germain Derijcke | Alcyon-Dunlop      | m.t.      |
| 8        | Marcel Hendrickx | Arbos              | m.t.      |
| 9        | Maurice Blomme   | Bertin             | m.t.      |
| 10       | André Pieters    | Devos Sport        | m.t.      |